# オハイオ領土

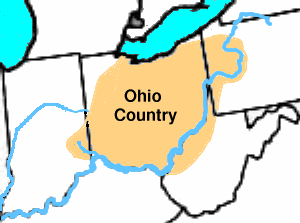
オハイオ領土。現在の州境も示す（黒線）

オハイオ領土（オハイオりょうど、英:Ohio CountryまたはOhio Territory）は、18世紀北アメリカで、アパラチア山脈の西、オハイオ川の北およびエリー湖の南の地域の呼称である。アメリカ合衆国にとっては最初の辺境の一つであり、おおまかに言って、現在のオハイオ州、インディアナ州の東部、ペンシルベニア州の西部およびウエストバージニア州の北部に跨っていた。この地域への開拓者の入植がフレンチ・インディアン戦争の主要な原因となり、アメリカ独立戦争に繋がることになった、と歴史家は指摘する。

## 歴史

### 植民地時代
17世紀、オハイオ領土の北の領域はアルゴンキン語族のショーニー族によって支配されていた。1660年頃、ビーバー戦争として知られる紛争の間、イロコイ族がオハイオ領土を支配してショーニー族を追い出し、エリー族は征服して吸収した。その後、オハイオ郡には何十年もほとんど定住者のいない状況が続き、主にイロコイ族の猟場として使われていた。
1720年代、多くのインディアン種族がオハイオ領土内に移住してくるようになった。1724年までに、デラウェア族がペンシルベニアの西部、アレゲニー川沿いにキタニングの集落を造った。デラウェア族はペンシルベニアの東部でヨーロッパ人の開拓地が拡がるにつれて、追い出されるように移住してきていた。デラウェア族と共に東部に定着していたショーニー族も移住してきた。それに続く数十年の間に散らばっていたショーニー族の他の集団もオハイオ領土に戻り始めた。セネカ族を初めとする他のイロコイ族も、オンタリオ湖の南でフランスとイギリスが対立する中で追い出され、オハイオ領土に移住してきた。
ヨーロッパ人が域内に入ってくるにつれ、イギリスもフランスも共にオハイオ領土の領有権を主張するようになり、それぞれがインディアンと交易するために商人を送り込んだ。この地域はイロコイ族が過去に征服したことでやはり領有権を主張していた。ヨーロッパの2強国とイロコイ族、さらにオハイオ領土内に実際に定住しているインディアン種族が1750年代のフレンチ・インディアン戦争で重要な役割を演じた。オハイオ領土内のインディアンは当初中立を保とうとしたが、後にはフランス側に付くことになった。フランスから提供される物資や武器で武装したインディアンは、キタニング・パスを通ってアレゲニー川の東にあるイギリスの開拓地に残虐な襲撃を掛けた。1756年の夏にグランビル砦が破壊される事態を受けたイギリス植民地は、知事のジョン・ペンがジョン・アームストロング中佐に命じてアレゲニー川の西にあるショーニー族の集落を破壊させた。フレンチ・インディアン戦争は、フランスとその同盟インディアンの敗北で終わった。1758年にイギリス軍と植民地軍の遠征隊がフランス軍の砦であるデュケイン砦からフランス軍を追いだし、今日のピッツバーグの地にピット砦を構築していた。1763年のパリ条約でオハイオ郡の全域がイギリスの支配下に入ったが、アメリカ東海岸にあるイギリスの植民地の幾つかがオハイオ領土の領有権を主張するようになった。
イギリス国王ジョージ3世は1763年宣言を発し、東西はアパラチア山脈からミシシッピ川まで、南北はフロリダからニューファンドランドまでの広大な領域をインディアンの居留地とし、その中にオハイオ郡を位置付けた。既に入っている開拓者（ほとんどがフランス人）は立ち退くか、特別の滞在許可を得ることを命じられた。

### アメリカ独立戦争と初期の共和国
イギリスはオハイオ郡を獲得したが、1763年宣言により公式には白人の入植を禁じたままだったので、イギリス人の中にはその地域に住むショーニー族やその他の種族と平和的な関係を得たいと望む者が出てきた。この1763年宣言は、他の植民地が主張するこの地域の領有権も認めないという態度を鮮明にしていた。1774年6月22日、イギリスの議会はケベック法を通過させ、オハイオ領土をケベック植民地に付属するとしたために、アメリカの各植民地はこの法を耐え難き諸法の一つに数え、アメリカ独立戦争の引き金になった。
イギリスの方針がはっきりしていたにも拘わらず、バージニア植民地やペンシルベニア植民地の開拓者はアレゲニー山地を越えてオハイオ領土に入るようになり、ショーニー族との紛争を起こしていた。ショーニー族は開拓者達を「ロング・ナイブズ」と呼び、開拓者達が彼らの土地を浸食してくる脅威から、ショーニー族も他のオハイオ領土に住む種族も、アメリカ独立戦争の間、アメリカ人に対抗するイギリスの側に付くことになった。
この地域を支配しようというアメリカ人の望みは強かった。1778年、アメリカ軍のジョージ・ロジャース・クラーク将軍がこの地域で勝利した後、バージニア植民地政府はこの地域で初めての文民政府を組織し、地域をイリノイ郡と呼んだ。領域はオハイオ川の西全てを含んでいた。この地域を守ろうとするインディアンの抵抗は1782年に最高潮に達した。リトル・マイアミ川沿いのチャローガタ集落でオハイオ・インディアンとイギリス軍が協議し、アメリカ人を襲う作戦を立てた結果が2週間後オハイオ川の南で起こったブルーリックスの戦いでの勝利となった。
1783年、アメリカ独立戦争を終結させるパリ条約によって、この地域はアメリカ合衆国の固有の領土となり、直ぐに法に則った開拓が開始された。オハイオ領土はアパラチア山脈を越えたところの開拓地としては最も望まれる場所となり、特にアメリカ独立戦争で活躍した古参兵には人気があった。
1785年のマッキントッシュ砦条約や1789年のハーマー砦条約など幾つかの条約でアメリカとインディアンの土地の境界が決められた。しかし、ショーニー族など幾つかの種族はその土地に入ってくる開拓者に対する抵抗を続けた。この抵抗が北西インディアン戦争となり1795年まで続いた。
1800年、ショーニー族の多くはアメリカ合衆国に土地を譲渡し、それと引き替えにミズーリ州の土地を得た。この地域におけるインディアンの最後の抵抗は米英戦争の時のことで、テカムセがアメリカ軍に対する破滅的な戦いを行った。1817年、ショーニー族と他のアルゴンキン語族インディアンはこの地域の全ての土地をアメリカ合衆国に渡した。

### 諸州による領有権主張
アメリカ合衆国ができて初期のあいだ、オハイオ領土は最も望ましい開拓地と見られていた。このために東海岸の幾つかの州がそれぞれオハイオ領土の領有権を主張し争うことになった。この主張は各植民地が過去に得ていた勅許状によるものだった。
- バージニア州はバージニア植民地が得た勅許状に基づき全領土の所有権を主張した
- ニューヨーク州は全領土の所有権を主張した
- コネチカット州はその時の州境の南と北の線をそのまま西に伸ばした帯状の地域（オハイオ郡では北側）の領有権を主張した

公有地測量システムによってほぼ均一に測量された北西部領土のオハイオ以外の領域とは異なり、オハイオ領土の土地は様々な団体に少しずつ所有権が認められており、本質的に異なる測量法によって測量されていたことも対処法を複雑にした。

### 北西部条例
1784年、この地域は、将来は州を創って合衆国に加盟させるとトーマス・ジェファーソンが提案した「アパラチア山脈の向こう」の領域の一部とされた。ジェファーソンは東海岸の諸州がその領有権主張を取り下げるように提案した。一番異論の多い問題は、この地域で奴隷制度を受け入れるか否かということだった。
1787年、連合会議で北西部条例が成立し、その領域が定義された。バージニア州はオハイオの南の土地領有を認められ、ペンシルベニア州はオハイオ川水源近くの土地の領有を認められた。残りのペンシルベニア境界の西とオハイオ川の北は新しく創られたアメリカ合衆国最初の自治的領域である北西部領土の一部とされ、議会の権限下の文民政府が治めることになった。
現存の州はすべて、北西部領土内のオハイオ領土の土地に対する主張を取り下げた。コネチカット州とバージニア州は、独立戦争の古参兵に対する補償のために領土内の土地を使う権利を残した。ただし保留地に対する主権は持たないものとされた。それぞれ、コネチカット西部保留地、バージニア軍制地として知られた。
北西部条例では領土内の奴隷制を禁止し、ジェファーソンが提案したように、領土は将来州として合衆国に受け入れられることとした。「オハイオ領土」は北西部領土を指す言葉として使われた。1802年の権限付与法によって新しい州の昇格方法を規定し、1803年2月19日、オハイオがその法による最初の州として合衆国への加盟を認められた。オハイオ州議会が初めて招集された1803年3月1日に記念式典を挙行した。